# 하코다테시 문학관
하코다테시 문학관(函館市文学館 하코다테시분가쿠칸[*])은 일본 홋카이도 하코다테시 스에히로초에 있는 문학관이다. 이시카와 다쿠보쿠 등 주로 하코다테시와 관련이 있는 문학인과 관련된 자료 약 250점을 소장 및 전시하고 있다.

## 같이 보기
- 시립 하코다테 박물관